# Tentoonstelling Rotterdam Ahoy

Logo van Rotterdam Ahoy 1950

De Tentoonstelling Rotterdam Ahoy vond plaats van 15 juni tot 15 augustus 1950 in Rotterdam. Met de tentoonstelling werd de opening van de nieuwe haven gevierd.
Op de tentoonstelling gaf de in Amsterdam geboren goochelaar Eddy Schuyer voor het eerst een goochelvoorstelling onder water, in opdracht van de marine.
De Rotterdamse kunstenaar Dolf Henkes maakte ter gelegenheid van de tentoonstelling een viertal wandschilderingen voor het paviljoen Rotterdam getiteld Opkomst, Bloei, Vernietiging en Toekomst. Met deze schilderingen verbeeldde de kunstenaar de vier fases uit de geschiedenis van de Rotterdamse haven op dat moment.
Ter gelegenheid van deze tentoonstelling verscheen (voor de eerste keer) het boekje "Nautical Terminology" door D.N. van Marle, leraar Engels aan de Zeevaartschool op Terschelling. Het bevat een alfabetische lijst van 1200 (Engelstalige) afkortingen met hun betekenis. 

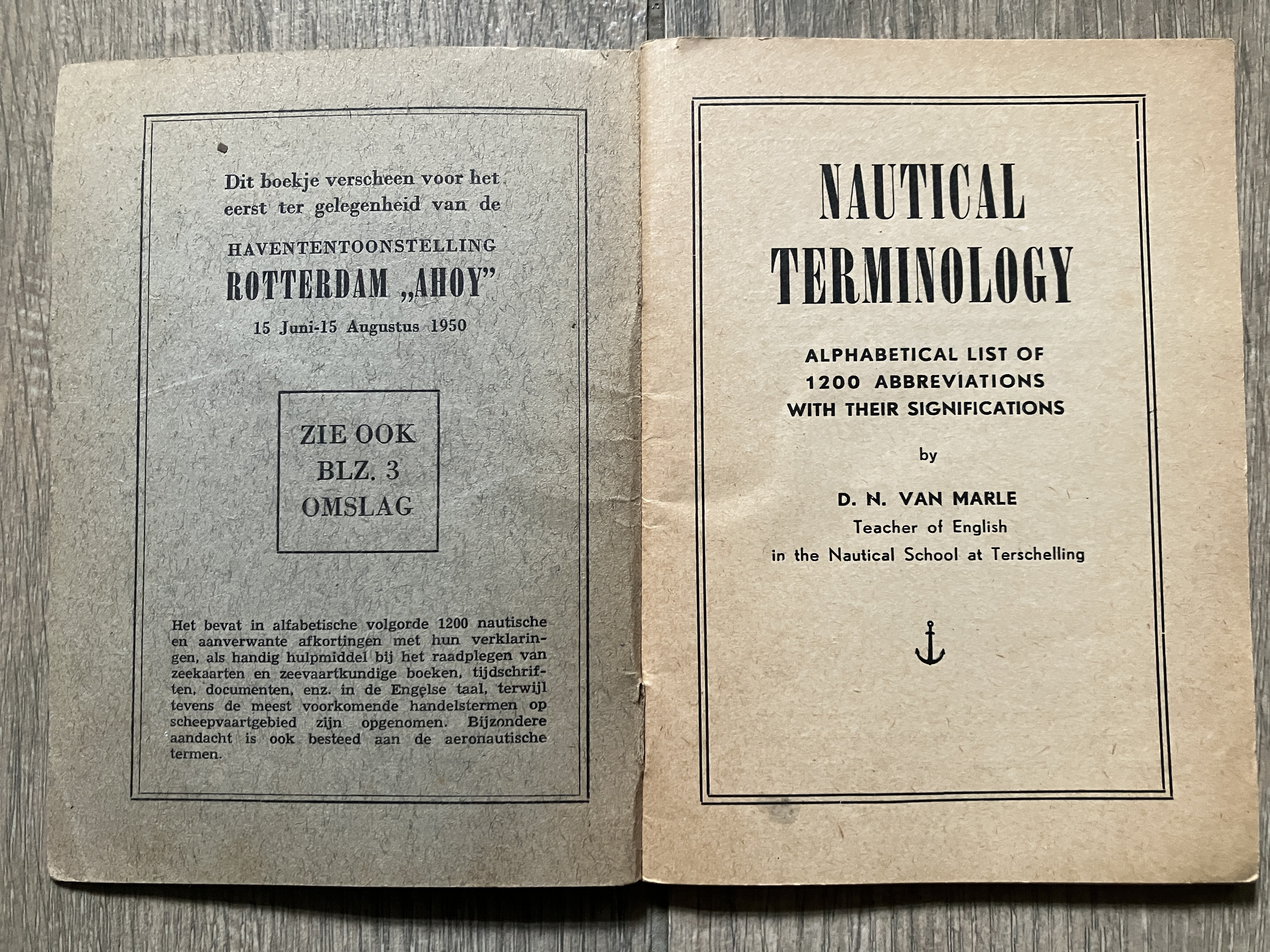
Boekje "Nautical Terminology"